# Mount Eather
Mount Eather ist ein Berg im ostantarktischen Mac-Robertson-Land. In der Porthos Range der Prince Charles Mountains ragt er 3 km südlich des Martin-Massivs auf.
Luftaufnahmen der Australian National Antarctic Research Expeditions dienten seiner Kartierung. Das Antarctic Names Committee of Australia benannte ihn nach Robert Hugh Eather (* 1941), Polarlichtphysiker auf der Mawson-Station im Jahr 1963.